# Radkovec
Radkovec – wieś w Słowenii, w gminie Slovenska Bistrica. W 2018 roku liczyła 40 mieszkańców.